# (2977) Chivilikhin
(2977) Chivilikhin (1974 SP) – planetoida z grupy pasa głównego asteroid okrążająca Słońce w ciągu 4,65 lat w średniej odległości 2,79 j.a. Odkryta 19 września 1974 roku.